# Caecilianus
Caecilianus (wörtlich: „Adoptivkind [aus] der gens Caecilia“) ist ein römisches Cognomen.

## Namensträger
Römische Kaiserzeit
- Magius Caecilianus, römischer Politiker, Prätor 21, fälschlich des Verrats beschuldigt
- Sextus Sentius Caecilianus, römischer Politiker, Suffektkonsul unter Vespasian
- Lucius Baebius Caecilianus, römischer Statthalter von Pannonia Inferior
- Quintus Sittius Caecilianus, römischer Offizier im 2. Jahrhundert
- Gaius Memmius Caecilianus Placidus, römischer Politiker im 3. Jahrhundert, Senator, eventuell Augur und Konsul
- Gaius Sabucius Maior Caecilianus, römischer Suffektkonsul 186
- Gaius Sulgius Caecilianus, römischer Offizier

Spätantike
- Caecilianus von Karthago, Bischof von Karthago (311–340er Jahre)
- Marcus Maecius Memmius Furius Baburius Caecilianus Placidus, römischer Politiker, Konsul 343
- Caecilianus (Prätorianerpräfekt), römischer Prätorianerpräfekt Italiens 409/410